# Hotel Waanders
Hotel Waanders is een hotel en restaurant, gelegen aan de oostelijke afrit nr. 23 van de A28 bij Staphorst. Anno 2009 is de leiding in handen van Hendrik Waanders, de vierde generatie van de hoteliersfamilie.

## Historie
Jacob Waanders start in 1901 met een rustplaats aan De Lichtmis, tussen Zwolle en Staphorst. In 1934 verplaatste zijn zoon Hendrik Waanders het hotel naar Staphorst. In augustus 1944 werd hij (samen met nog een aantal inwoners van Staphorst) door de Duitse bezetters gearresteerd en naar Duitsland gedeporteerd, waar hij in januari 1945 in concentratiekamp Neuengamme overleed. Op 13 april, een dag voor de bevrijding van Staphorst en omstreken, werd zijn bedrijf door de Duitse soldaten in brand gestoken, het pand ging geheel verloren.
Na de oorlog heeft zijn vrouw Aaltje met behulp van haar kinderen in een houten noodgebouw de zaak zo goed mogelijk voortgezet. Zoon Jan ging naar de Hogere Hotelvakschool in Den Haag, haalde in 1950 de benodigde horeca-diploma's en kon toen zijn moeder volledig assisteren. De plannen om het hotel te herbouwen namen steeds concretere vormen aan en in 1951 was het nieuwe pand met hotel, café en restaurant een feit.
In 1956 trouwde Jan Waanders (1929-2008) met Cornelia Rouffaer en het bedrijf groeide uit tot een goedlopende zaak, die in 1965 door Jan Waanders van zijn moeder werd overgenomen. Het paar kreeg drie kinderen, Alice, een fervent paardrijdster, Jeanine en Hendrik, die later in de voetsporen van zijn ouders, grootouders en overgrootouders zou treden.
Het pand werd nadien, in 1960, 1971, 1980 en 1990 diverse malen verbouwd en uitgebreid, onder andere met diverse zalen die geschikt zijn voor bruiloften, congressen en andere groepsactiviteiten.
In 2003 ging de leiding van het bedrijf over in handen van zoon Hendrik, samen met zijn vrouw Ingrid. Onder hun leiding werden café-restaurant, serre-restaurant en een aantal hotelkamers aangepast aan de eisen van de 21e eeuw en werden een nieuwe huisstijl en logo ("Waanders, waar anders?") geïntroduceerd.
Jan Waanders is op 21 maart 2008, op 78-jarige leeftijd overleden. Hendrik Waanders heeft in 2010 het bedrijf verlaten, om elders zijn vleugels uit te slaan. Medio 2011 is het bedrijf failliet verklaard, en na een doorstart is het in 2015 door de familie verkocht aan een externe partij. In augustus 2020, nadat het bedrijf ruim een jaar weer te koop had gestaan, werd bekend dat het bedrijf rond 2023 plaatsmaakt voor een appartementencomplex met 96 units en een grand-café.

## TT-Assen
Het hotel-restaurant is al jaren een geliefde stopplaats voor TT-gangers onderweg naar Assen. De dagen voor het evenement lijkt het parkeerterrein bijna uitsluitend bestemd te zijn voor motorfietsen.